# Palanas
Palanas is een gemeente in de Filipijnse provincie Masbate op het gelijknamige eiland Masbate. Bij de census van 2020 telde de gemeente ruim 27 duizend inwoners.

## Geografie

### Bestuurlijke indeling
Palanas is onderverdeeld in de volgende 24 barangays:
| - Antipolo - Banco - Biga-a - Bontod - Buenasuerte - Intusan - Jose A. Abenir Sr. - Maanahao - Mabini - Malatawan - Malibas - Maravilla | - Matugnao - Miabas - Nabangig - Nipa - Parina - Piña - Poblacion - Salvacion - San Antonio - San Carlos - San Isidro - Santa Cruz |

### Bevolkingsgroei
Palanas had bij de census van 2020 een inwoneraantal van 27.322 mensen. Dit waren 1.100 mensen (4,19%) meer dan bij de vorige census van 2015. Ten opzichte van de census van 2000 was het aantal inwoners gegroeid met 2.656 mensen (10,77%). De gemiddelde jaarlijkse groei in die periode kwam daarmee uit op 0,51%, hetgeen lager was dan het landelijk jaarlijks gemiddelde over deze periode (1,79%).

De bevolkingsdichtheid van Palanas was ten tijde van de laatste census, met 27.322 inwoners op 171,1 km², 159,7 mensen per km².